# جیمز جی. دیویس
جیمز جی. دیویس (به انگلیسی: James John Davis) سناتور سابق عضو حزب جمهوری‌خواه ایالات متحده آمریکا بود. وی در سال ۱۹۳۰ تا ۱۹۴۵ میلادی سناتور ایالت پنسیلوانیا در سنای ایالات متحده آمریکا بود.